# Thailand Semi-Pro League
Die Thailand Semi-Pro League (Thai: ไทยแลนด์ เซมิโปรลีก) ist seit 2023 eine halbprofessionelle Fußballliga in Thailand und ist die 4. Stufe des thailändischen Fußballligasystems. Der Wettbewerb wird vom thailändischen Fußballverband organisiert. Die Sieger der jeweiligen Region steigen in die dritte Liga auf.

## Meisterhistorie Gesamtmeister
| Saison | Meister             | 2. Platz          |
| ------ | ------------------- | ----------------- |
| 2023   | PT Satun FC         | Khelang United FC |
| 2024   | Roi Et PB United FC | Dome FC           |
| 2025   | Banbueng City FC    | Samui United FC   |
| 2026   |                     |                   |

## Meisterhistorie Regionalmeister
| Region                       | 2023                                   | 2024                           | 2025                           |
| ---------------------------- | -------------------------------------- | ------------------------------ | ------------------------------ |
| North                        | Khelang United FC                      | Chattrakan City FC             | Phichit United FC              |
| North/East                   | Suranaree Black Cat FC                 | Roi Et PB United FC            | Udon Banjan United FC          |
| East                         | Prachinburi City FC                    | Padriew City FC                | Banbueng City FC               |
| West                         | Thap Luang United FC                   | Samut Songkhram City FC        | FC The Wall                    |
| Bangkok Metropolitan/Central | The Icon RSU FC (Bangkok Metropolitan) | Dome FC (Bangkok Metropolitan) | Singburi Warriors FC (Central) |
| South                        | Keine Austragung                       | Yala City FC                   | Samui United FC                |

## Aufsteiger
| Region                       | 2023                                 | 2024                    | 2025                  |
| ---------------------------- | ------------------------------------ | ----------------------- | --------------------- |
| North                        | Khelang United FC                    | Chattrakan City FC      | Phichit United FC     |
| North/East                   | Suranaree Black Cat FC               | Roi Et PB United FC     | Udon Banjan United FC |
| East                         | Prachinburi City FC BFB Pattaya City | Padriew City FC         | Banbueng City FC      |
| West                         | Thap Luang United FC                 | Samut Songkhram City FC | FC The Wall           |
| Bangkok Metropolitan/Central | The Icon RSU FC                      | Dome FC                 | Singburi Warriors FC  |
| South                        | PT Satun FC (TA South)               | Yala City FC            | Samui United FC       |

## Sponsoren der Thailand Semi-Pro League
| Saison | Sponsor        | Name der Liga                 |
| ------ | -------------- | ----------------------------- |
| 2023   | PTT Lubricants | PTT Lubricants Semipro League |